# جایزه فیلم و تلویزیون آفریقای جنوبی
جایزه فیلم و تلویزیون آفریقای جنوبی (انگلیسی: South African Film and Television Awards) یا به اختصار «سافتا» (SAFTAs) که گاهی با عنوانِ «شاخ زرین» (Golden Horns) هم شناخته می‌شود، نام جایزه‌ای است که همه‌ساله در کشور آفریقای جنوبی، توسط «بنیاد ملی فیلم و ویدئو» به برترین‌های صنعت سینما و تلویزیون در این کشور اهدا می‌شود. فقط شهروندان آفریقای جنوبی واجد شرایط دریافت جوایز هستند.
تندیس این جایزهٔ سینمایی که در سال ۲۰۰۶ میلادی بنیان نهاده شد، «شاخ زرین» نام دارد که به همراه آن، یک دیپلم افتخار هم اعطا می‌شود و محل برگزاری آن ناحیه‌ای از کلان‌شهرِ ژوهانسبورگ است.